# لی ییمینگ
لی ییمینگ (به چینی: 李一鸣،  زادهٔ ۶ ژوئن ۱۹۹۸) یک کشتی‌گیر فرنگی‌کار اهل کشور چین است.
از افتخارات وی می‌توان به کسب مدال نقره بازی‌های آسیایی ۲۰۲۲ اشاره کرد.